# Bvndit
Bvndit (hangul: 밴디트), estilizado como BVNDIT, pronunciado como "Bandit", acrônimo para Be Ambitious N Do IT, foi um grupo feminino sul-coreano de três membros criado pela MNH Entertainment em 2019. O grupo consistia em cinco membros:  Yiyeon, Songhee, Jungwoo, Simyeong e Seungeun. Eles fizeram sua estreia em 10 de abril de 2019, com o extended play Bvndit, Be Ambitious!. O grupo encerrou suas atividades em novembro de 2022.

## História

### 2019 - 2020: Estreia comBvndit, Be Ambitious!,Be!eCarnival
Bvndit se tornou o primeiro girl group formado pela MNH Entertainment. O grupo fez sua estreia no dia 10 de abril com o single "Hocus Pocus", que é a faixa principal de seu álbum single digital de estreia Bvndit, Be Ambitious!. O único álbum consiste em três canções, sendo as outras duas "Be Ambitious!", servindo como faixa introdutória, e "My Error". Elas fizeram sua estreia oficial no palco em 11 de abril de 2019, no programa musical M Countdown. Em 15 de maio, Bvndit lançou seu segundo single digital "Dramatic".  Logo após isso, em 5 de novembro, o grupo lançou sua primeira peça estendida , Be! com a faixa principal "Dumb".
Em 6 de fevereiro de 2020, o grupo lançou um single digital Cool como a primeira parte do novo projeto musical da MNH Entertainment, New.wav. Em 13 de maio de 2020, o grupo lançou seu segundo EP Carnival.

### 2021-2022:Girls Planet 999,Re-Originale disband
De agosto a setembro de 2021, Seungeun apareceu como  concorrente no programa de sobrevivência Girls Planet 999 da Mnet , mas foi eliminada no episódio 5 terminando em 21º lugar. Após o terceiro aniversário do grupo em abril de 2022, o grupo anunciaram que fariam seu retorno em maio.  Em 3 de maio, a MNH Entertainment anunciou o primeiro retorno de Bvndit em quase dois anos, com o lançamento de seu terceiro EP Re-Original , previsto para ser lançado em 25 de maio. Em 11 de novembro de 2022, a MNH anunciou que Bvndit havia se dissolvido e todos as membros rescindiram seus contratos com a empresa.

## Integrantes
- Yiyeon (em coreano:  이연), nascida Jung Yiyeon (em coreano:  정이연) em 28 de maio de 1995 (29 anos).
- Songhee (em coreano:  송희), nascida Yoon Songhee (em coreano:  윤송희) em 08 de novembro de 1998 (26 anos).
- Jungwoo (em coreano:  정우), nascida Um Jung Woo (em coreano:  엄정우) em 02 de abril de 1999 (25 anos).
- Simyeong (em coreano:  시명), nascida Lee Simyeong (em coreano:  이시명) em 27 de maio de 1999 (25 anos).
- Seungeun (em coreano:  승은), nascida Shim Seung Eun (em coreano:  심승은) em 27 de dezembro de 2000 (24 anos).

## Discografia

### Extended plays(EPs)
| Be!                                                                                      | - Lançamento: 5 de novembro de 2019 - Formatos: CD, download digital - Gravadora: MNH Entertainment | 23 | - KOR: 3,242 |
| "—" indica lançamentos que não figuraram nas paradas ou não foram lançados nessa região. | |    |              |